# Crama albicoxa
Crama albicoxa är en stekelart som först beskrevs av Alan Parkhurst Dodd 1915.  Crama albicoxa ingår i släktet Crama och familjen Scelionidae. Inga underarter finns listade i Catalogue of Life.